# Alexander Schmidt (Historiker, 1963)
Alexander Schmidt (* 1963 in Nürnberg) ist ein deutscher Historiker und Ausstellungsgestalter.

## Leben
Schmidt studierte Geschichte, Politische Wissenschaft und Soziologie in Erlangen und Berlin. Danach arbeitete er von 1992 bis 2002 als Historiker und Stadtbilderklärer bei Geschichte Für Alle – Institut für Regionalgeschichte in Nürnberg. 2004 wurde er bei Wolfgang Hardtwig an der Philosophischen Fakultät der Humboldt-Universität zu Berlin mit der Dissertation Kultur in Nürnberg 1918–1933. Die Weimarer Moderne in der Provinz zum Dr. phil. promoviert.
Von 1992 bis 2001 war er hauptamtlicher Mitarbeiter bei Geschichte Für Alle – Institut für Regionalgeschichte. Danach arbeitete er von 2002 bis 2007 als Projektleiter für die Konzeption einer Dauerausstellung und als pädagogischer Leiter der KZ-Gedenkstätte Flossenbürg. Seit 2007 ist er wissenschaftlicher Mitarbeiter und Ausstellungskurator des Dokumentationszentrums Reichsparteitagsgelände in Nürnberg. Darüber hinaus ist er Sprecher der Regionalgruppe Nordostbayern von Gegen Vergessen – Für Demokratie.
Er veröffentlichte u. a. zur Nürnberger Geschichte und zur Geschichte des Nationalsozialismus.
Schmidt ist der Sohn der ehemaligen Bundespolitikerin Renate Schmidt.

## Schriften (Auswahl)
- Hans Sachs und Nürnberg. Ein Stadtrundgang zum 500. Geburtstag 1994. Geschichte Für Alle – Institut für Regionalgeschichte, Sandberg Verlag, Nürnberg 1994, ISBN 3-930699-02-8.
- mit Martina Mittenhuber, Bernd Windsheimer: Arbeiterwohnungen, Villen und Herrensitze. Der Nürnberger Nordosten (= Nürnberger Stadtteilbücher. Nr. 4). Geschichte Für Alle, Sandberg Verlag, Nürnberg 1998, ISBN 3-930699-11-7. (2. Auflage 2012)
- Kultur in Nürnberg 1918–1933. Die Weimarer Moderne in der Provinz. Sandberg Verlag, Nürnberg 2005, ISBN 3-930699-43-5.
- mit Markus Urban: Reichsparteitagsgelände Nürnberg. Kurzführer. Hrsg. von Geschichte Für Alle – Institut für Regionalgeschichte in Kooperation mit der Stadt Nürnberg, Sandberg Verlag, Nürnberg 2006, ISBN 3-930699-45-1. (engl./ital. Ausgabe)
- mit Bernd Windsheimer: Geschichte der Juden in Nürnberg. Kurzführer (= Historische Spaziergänge. 11). Sandberg Verlag, Nürnberg 2014, ISBN 978-3-930699-84-1.
- Schattenort Nürnberg? Von der Last der Vergangenheit zur touristischen Vermarktung. In: Stefanie Eisenhut/Martin Sabrow (Hrsg.): Schattenorte. Stadtimages und Vergangenheitslasten. Wallstein Verlag, Göttingen 2017, ISBN 978-3-8353-3011-5, S. 98–116.
- Das Reichsparteitagsgelände in Nürnberg. Sandberg Verlag, 5. Auflage Nürnberg 2017, ISBN 978-3-930699-91-9.
- Von Auschwitz nach Nürnberg. Das KZ-Außenlager der Siemens-Schuckertwerke, in: Bunter Tisch Gartenstadt und Siedlungen Süd (u. a. Hrsg.): Von Auschwitz nach Nürnberg. Das KZ-Außenlager der Siemens-Schuckertwerke, Sandberg Verlag, Nürnberg 2020, ISBN 978-3-96486-003-3, S. 13–31